# The Two Paths
The Two Paths er en amerikansk stumfilm fra 1911 af D. W. Griffith.

## Medvirkende
- Dorothy Bernard som Florence
- Wilfred Lucas
- Adolph Lestina
- Clara T. Bracy
- Donald Crisp